# Eric Loughran
Eric Loughran (ur. 12 kwietnia 1995 w Lowell) – amerykański narciarz dowolny, specjalizujący się w skokach akrobatycznych, brązowy medalista mistrzostw świata.

## Kariera
Na arenie międzynarodowej po raz pierwszy pojawił się 6 lutego 2010 roku w Mont Gabriel, gdzie w zawodach Nor-Am Cup zajął 23. lokatę.
W zawodach Pucharu Świata zadebiutował 18 stycznia 2013 roku w Lake Placid, gdzie zajął szesnastą pozycję. Tym samym już w debiucie zdobył pierwsze punkty. Pierwszy raz na podium zawodów PŚ stanął 3 marca 2019 roku w Shimao Lotus Mountain, kończąc rywalizację na trzeciej pozycji. Wyprzedzili go tam jedynie dwaj reprezentanci Chin: Sun Jiaxu i Wang Xindi. Podczas mistrzostw świata w Ałmaty zdobył brązowy medal w rywalizacji drużynowej. Na tej samej imprezie był też ósmy indywidualnie. Zajął również 25. miejsce na igrzyskach olimpijskich w Pjongcznagu.

## Osiągnięcia

### Igrzyska olimpijskie
| Miejsce | Dzień     | Rok  | Miejscowość | Konkurencja        | Zwycięzca           |
| ------- | --------- | ---- | ----------- | ------------------ | ------------------- |
| 25.     | 18 lutego | 2018 | Pjongczang  | Skoki akrobatyczne | Ołeksandr Abramenko |
| 12.     | 16 lutego | 2022 | Pekin       | Skoki akrobatyczne | Qi Guangpu          |

### Mistrzostwa świata
| Miejsce | Dzień    | Rok  | Miejscowość   | Konkurencja                  | Zwycięzca                     |
| ------- | -------- | ---- | ------------- | ---------------------------- | ----------------------------- |
| 16.     | 10 marca | 2017 | Sierra Nevada | Skoki akrobatyczne           | Jonathon Lillis               |
| 19.     | 6 lutego | 2019 | Deer Valley   | Skoki akrobatyczne           | Maksim Burow                  |
| 8.      | 10 marca | 2021 | Ałmaty        | Skoki akrobatyczne           | Maksim Burow                  |
| 3.      | 11 marca | 2021 | Ałmaty        | Skoki akrobatyczne drużynowo | Rosyjska Federacja Narciarska |

### Puchar Świata

#### Miejsca w klasyfikacji generalnej
- sezon 2012/2013: 170.
- sezon 2014/2015: 60.
- sezon 2015/2016: 59.
- sezon 2016/2017: 50.
- sezon 2017/2018: 83.
- sezon 2018/2019: 30.
- sezon 2019/2020: 76.

Od sezonu 2020/2021 klasyfikacja skoków akrobatycznych jest jednocześnie klasyfikacją generalną.
- sezon 2020/2021: 14.
- sezon 2021/2022: 10.

#### Miejsca na podium w zawodach
- Shimao Lotus Mountain – 2 marca 2019 (skoki) – 3. miejsce